# НБА спортска личност године
НБА спортска личност године (енгл. NBA Sportsmanship Award) годишња је награда коју НБА од 1996. додељује играчу који је у претходној сезони најбоље одражавао идеале спортског понашања на терену. Награду је први освојио Џо Думарс, тако да трофеј који се данас уручује добитницима носи његово име. За сада је Мајк Конли Млађи једини четвороструки добитник ове награде.

## Начин избора
Сваки од 30 НБА тимова номинује по једног свог играча за ову награду. Од 30 номинованих жири бира по једног победника у свакој дивизији (6 укупно). За 6 номинованих на крају гласају НБА играчи и то по следећем систему: 1. место — 11 бодова, 2. место — 9 бодова, 3. место — 7 бодова, 4. место — 5 бодова, 5. место — 3 бода и 6. место — 1 бод. Играч који сакупи највише бодова је добитник награде.

## Списак награђених и њихови тимови
| Сезона   | Играч                | Тим                             |
| -------- | -------------------- | ------------------------------- |
| 1995/96. | Џо Думарс            | Детроит пистонси                |
| 1996/97. | Терел Брендон        | Кливленд кавалирси              |
| 1997/98. | Ејвери Џонсон        | Сан Антонио спарси              |
| 1998/99. | Херси Хокинс         | Сијетл суперсоникси             |
| 1999/00. | Ерик Сноу            | Филаделфија севентисиксерси     |
| 2000/01. | Дејвид Робинсон      | Сан Антонио спарси (2)          |
| 2001/02. | Стив Смит            | Сан Антонио спарси (3)          |
| 2002/03. | Реј Ален             | Сијетл суперсоникси (2)         |
| 2003/04. | Пи-Џеј Браун         | Њу Орлеанс хорнетси             |
| 2004/05. | Грант Хил            | Орландо меџик                   |
| 2005/06. | Елтон Бранд          | Лос Анђелес клиперси            |
| 2006/07. | Луол Денг            | Чикаго булси                    |
| 2007/08. | Грант Хил (2)        | Финикс санси                    |
| 2008/09. | Чонси Билапс         | Денвер нагетси                  |
| 2009/10. | Грант Хил (3)        | Финикс санси (2)                |
| 2010/11. | Стефен Кари          | Голден Стејт вориорси           |
| 2011/12. | Џејсон Кид           | Далас маверикси                 |
| 2012/13. | Џејсон Кид (2)       | Њујорк никси                    |
| 2013/14. | Мајк Конли Млађи     | Мемфис гризлиси                 |
| 2014/15. | Кајл Корвер          | Атланта хокси                   |
| 2015/16. | Мајк Конли Млађи (2) | Мемфис гризлиси (2)             |
| 2016/17. | Кемба Вокер          | Шарлот хорнетси                 |
| 2017/18. | Кемба Вокер (2)      | Шарлот хорнетси (2)             |
| 2018/19. | Мајк Конли Млађи (3) | Мемфис гризлиси (3)             |
| 2019/20. | Винс Картер          | Атланта хокси (2)               |
| 2020/21. | Џру Холидеј          | Милвоки бакси (3)               |
| 2021/22. | Патрик Милс          | Бруклин нетси                   |
| 2022/23. | Мајк Конли Млађи (4) | Минесота тимбервулвси           |
| 2023/24. | Тајрис Макси         | Филаделфија севентисиксерси (2) |
| 2024/25. | Џру Холидеј (2)      | Бостон селтикси                 |

- [1]

Легенда:
|  | Активни кошаркаши                                    |
|  | Кошаркаши који су примљени у Кошаркашку Кућу славних |

## Вишеструки добитници
| Играч            | Број избора | Године                  |
| ---------------- | ----------- | ----------------------- |
| Мајк Конли Млађи | 4           | 2014, 2016, 2019, 2023. |
| Грант Хил        | 3           | 2005, 2008, 2010.       |
| Џејсон Кид       | 2           | 2012, 2013.             |
| Кемба Вокер      | 2           | 2017, 2018.             |
| Џру Холидеј      | 2           | 2021, 2025.             |